# Alyssa Moy
Alyssa Moy es un personaje ficticio que aparece en los cómics estadounidenses publicados por Marvel Comics. Ella es una ex amante y colega de Reed Richards. Alyssa trabaja como científica y tiene un intelecto de nivel genio casi igual al de Reed.

## Historial de publicaciones
Apareció por primera vez en Fantastic Four vol. 3 # 5 (mayo de 1998), creado por Chris Claremont y Salvador Larroca.

## Biografía ficticia
Alyssa Moy ha sido un personaje poco utilizado desde su creación y se ha asociado casi exclusivamente con los Cuatro Fantásticos. En un caso, por ejemplo, presta su aerodeslizador para ayudar a Reed y Ben Grimm a recuperar un artículo esencial que un villano ha arrojado a kilómetros de distancia. En otro caso, Alyssa y Franklin Richards se enfrentan a la amenaza extradimensional de los Warwolves, que los persiguen a través de la ciudad de Nueva York. Los lobos toman la forma de civiles para intentar atraparlos. Alyssa es testigo de cómo los lobos matan al menos a un oficial de policía, una visión de la que intenta proteger a Franklin. Alyssa y Franklin pronto son rescatados de los lobos por los Cuatro Fantásticos.
Moy y los demás también se enfrentan al escuadrón de recompensas de otra dimensión de Gatecrasher y su Technet. Todos son transportados al Otro Mundo, para enfrentarse a todo el Cuerpo del Capitán Britania, que está controlado por Roma. Todo el incidente había comenzado porque Roma creía que Franklin era una amenaza para el multiverso. Él usa estos poderes para salvar a todos y la Antorcha Humana convence a Roma de que Franklin está mejor con su familia. Alyssa ayuda a descubrir la manipulación mental realizada a Reed. Su primera pista es cuando no se desempeña como se esperaba durante una de sus partidas de ajedrez mental de larga duración. Alyssa también ayuda a rescatar a la versión alternativa Alysande Stuart de sus captores extradimensionales.
Más tarde, Alyssa regresa para solicitar la ayuda de Reed con 'Nu-World', un planeta creado por el hombre diseñado para recibir refugiados de lo que aparentemente es nuestra Tierra condenada.

### Relación con Reed Richards
En algún momento del pasado lejano, Reed Richards le había propuesto matrimonio a Moy, quien lo rechazó con la afirmación de que tenían el "deber" de difundir sus genes de nivel genio lo más ampliamente posible en lugar de "limitarse" el uno al otro. Reed no le dijo esto a Susan hasta algún tiempo después de que Moy volviera a entrar en su vida.
Según el actual escritor de los Cuatro Fantásticos, Mark Millar, Moy volverá a desempeñar un papel en el cómic mientras explora su relación con Reed Richards con mucha más profundidad. Millar dijo: "Siempre me sorprendió que Reed hubiera tenido a alguien antes que Sue, ya que él es diez años mayor que ella. Además, Sue es muy diferente de Reed y sentí que la chica sería mucho más como él". una especie de Reed Richards, y alguien a quien habría conocido en la universidad. Por suerte, Chris Claremont creó exactamente ese personaje y su nombre es Alyssa Moy. Su apodo en nuestra historia es Sra. Fantástica y tú vea por qué cuando lea el primer número".
Durante una reunión, Alyssa le sugirió a Reed que ambos se habían casado con las personas equivocadas con el argumento de que ninguno de sus cónyuges podía entender completamente su trabajo, pero Reed le informó a Alyssa que se casó con Sue porque la amaba.
La Alyssa de ocho años en el futuro de 'Nu-World' es ahora un cerebro flotante en un cuerpo robótico aún casado con Ted Castle, lo que ayuda a evitar que el planeta sea destruido. Este mundo llega a interactuar con los Cuatro Fantásticos modernos porque el tiempo se ha corrompido allí. Ella es asesinada por sus enemigos.

## Otras versiones

### Los 4 Fantásticos: Primera Temporada
Alyssa, apodada "Liz", es la exnovia de Reed que, a pesar de su ruptura, mantienen una sana amistad entre ellos. Ella trabaja en estrecha colaboración con Reed, lo que inicialmente causó cierta preocupación con Susan, pero le asegura que ya no tiene ningún interés romántico en él. Después de que los cuatro obtienen sus poderes, ella los ayuda a comprender su situación y se convierte en algo parecido a su gerente, ideando sus disfraces, nombres e imagen pública. Ella es su compañera confiable a pesar de no tener ningún poder.